# Estrella Rojo Tudela
Estrella Rojo Tudela (La Aguilera, província de Burgos, 1953) és una política basca d'origen castellà. És màster en arxivística, tècnic superior d'Administració Local i llicenciada en Geografia i Història.
Membre del PSE-PSOE, ha estat senadora per Àlaba a les eleccions generals espanyoles de 1989 i 1993. També ha estat procuradora i Secretària Primera de la Mesa de les Juntas Generals d'Àlaba el 1987-1991.